# Dom Florencki w Tarnowie
Dom Florencki w Tarnowie – zabytkowy renesansowy budynek znajdujący się przy ul. Żydowskiej 20 w Tarnowie. Powstał w II poł. XVI wieku, a następnie był kilkukrotnie przebudowywany. Od 1960 lub 1962 roku mieści się w nim siedziba tarnowskiego oddziału PTTK.

## Lokalizacja
Budynek położony jest u zbiegu ulic Fortecznej i Żydowskiej, pod adresem Żydowska nr 20, we wschodniej części tarnowskiej Starówki. Znajduje się przy dawnym murze miejskim i od strony wschodniej zamyka ul. Żydowską.

## Historia
Dom zwany „Florenckim” został wzniesiony w II połowie XVI wieku. Powstał przypuszczalnie w wyniku połączenia dwóch innych budynków przystawionych do muru obronnego. Jest najstarszym budynkiem przy ul. Żydowskiej, a jego nazwa pochodzi prawdopodobnie od Włochów, którzy w czasie jego budowy licznie przebywali w Tarnowie, pracując przy restaurowaniu miasta i zamku na Górze św. Marcina.
Na temat najstarszych właścicieli domu nie ma wielu informacji. Wiadomo, że w XVII wieku, gdy wzmiankowano jego istnienie, przeszedł na własność żydowską. W 1814 roku budynek należał do Majera Taubenschlaga, a później, przed 1860 rokiem, jego właścicielem był Izaak Keller. W 1873 roku nieruchomość stała się własnością Salomona Kellera.
Na początku XIX wieku, w wyniku rozbiórki obwarowań miejskich, kamienicę rozbudowano, dzięki czemu uzyskała drugi trakt, umiejscowiony w miejscu dawnej fosy. W jej konstrukcję wpasowano również resztki byłego muru miejskiego, który zaczął pełnić funkcję ściany międzytraktowej. W początkach XX wieku od strony północnej dobudowano także ryzalit, który mieścił klatkę schodową. W 1912 roku kamienica została zakupiona przez małżeństwo Vogelfangów, a w 1929 roku jej połowę sprzedano kolejnym współwłaścicielom: Aronowi Birnsteinowi i Chaji Birnstein oraz Idzie Singer. W latach 1931–1934 części nieruchomości będące własnością Idy Singer oraz Vogelfangów zostały przejęte przez Hindę Streim.
W czasie II wojny światowej budynek znajdował się w rękach właścicieli do 1942 roku. Po zakończeniu wojny został przejęty przez Miejski Zarząd Budynków. Wiadomo, że pozostawał częściowo zamieszkany. W latach 50. XX wieku budowla była w bardzo złym stanie technicznym, w związku z czym w latach 1954–1956 lub 1959–1962 została gruntownie wyremontowana; w ramach remontu m.in. usunięto późniejsze dobudówki, zlikwidowano północną klatkę schodową, zmodernizowano wnętrza, odtworzono detal architektoniczny oraz wybito boczne wejście. Wówczas wybudowano również łuk oporowy łączący budynek z sąsiednią kamienicą. Od 1960 lub 1962 roku w budynku mieści się siedziba Oddziału Ziemi Tarnowskiej Polskiego Towarzystwa Turystyczno-Krajoznawczego. Na parterze umiejscowiona była kawiarnia, prowadzony był w nim również teatrzyk „Florentynka”.
W 1977 roku budynek został wpisany do rejestru zabytków nieruchomych ówczesnego województwa tarnowskiego (nr rejestru A-407 z dnia 26 listopada 1977 roku). W 1990 roku tarnowski oddział PTTK-u wystąpił o nabycie praw do nieruchomości w wyniku zasiedzenia; prawa te decyzją sądu otrzymał w 1993 roku. W 1997 roku wyremontowana została elewacja budowli.

## Architektura
Dom Florencki jest przykładem renesansowego (w najstarszych częściach) budynku mieszkalnego. Cechami charakterystycznymi budowli są nadwieszony na kroksztynach górny fragment ściany frontowej oraz połączenie murowaną arkadą, przechodzącą nad dawną ulicą podmurną, z sąsiednią kamienicą.

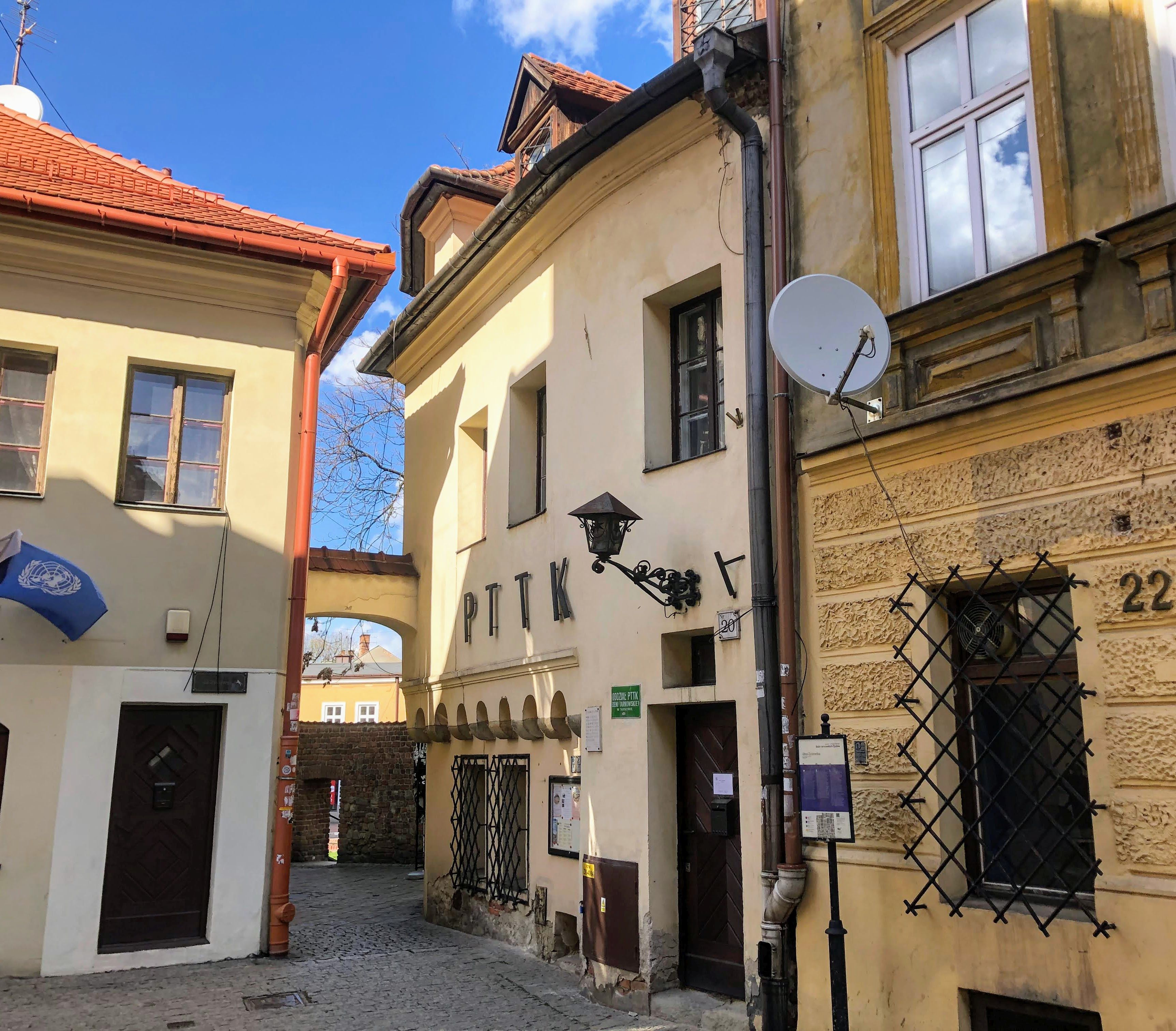
Widok na budynek z ul. Żydowskiej

Budowla jest piętrowa, z użytkowym poddaszem, podpiwniczona. Skonstruowano ją na planie nieregularnym, układ wnętrz jest dwutraktowy. Fundamenty budynku wykonano z cegły i kamienia z użyciem zaprawy wapienno-piaskowej. W strukturze budynku umiejscowiony jest mur obronny, który w dolnej części wzniesiono z kamienia, a wyżej z cegieł. Ściany w piwnicach są ceglane, wielokrotnie uzupełniane i przemurowywane, wybudowane z cegły ułożonej w różnorodnych wątkach. W piwnicach posadzkę wykonano z płyt kamiennych oraz betonowej wylewki. Do pomieszczeń piwnicznych prowadzi tunelowa klatka schodowa wybiegająca z holu budowli frontowej, z masywnymi, dwubiegowymi schodami, nakryta sklepieniem kolebkowym. Piwnice położne pod oficyną w części zachodniej znajdują się na niższym poziomie.
Ściany kamienicy zbudowane zostały z cegły pełnej czerwonej na wapienno-piaskowej zaprawie. Tynki ścian wewnętrznych są wapienne, a elewacji cementowo-wapienne. Elewacja fasady tynkowana jest gładko, zaakcentowana rzędem kamiennych kroksztynów-wsporników, pomiędzy którymi znajdują się półkoliste, małe arkady. Nad arkadami umiejscowiona jest także ozdobna, wyprofilowana w okładzinie listwa, a pod okapem dachu gzyms podokapowy. Na fasadzie umieszczone są również ozdobne okucia. Elewacje pozostałych ścian nie mają szczególnych detali architektonicznych, tynkowane są gładko.
Otwory drzwiowe są w domu prostokątne, posiadają stolarkę płycinową, stylizowaną. Są jednoskrzydłowe, mocowane w futrynkach skrzynkowych. W budynku zlokalizowane są także drzwi metalowe, z ozdobnymi okuciami.
W elewacji frontowej budynku znajdują się małe, prostokątne otwory okienne, nieposiadające obramowań, których stolarka okienna jest dwuskrzydłowa, podwójna, sześciopolowa. Okna na parterze są tam chronione ozdobnymi kratami. We wschodniej części budowli umiejscowione są natomiast większe, prostokątne okna, również będące dwuskrzydłowymi, podwójnymi i sześciopolowymi. Otwory okienne znajdujące się na poddaszu oficyny są małe, jednoskrzydłowe, ustawione w rzędzie. W facjatkach okna także są małe, ale czteropolowe, dwu i trójskrzydłowe. Pozostałe znajdujące się w budowli okna są prostokątne i posiadają stolarkę okienną jednakową z zastosowaną w elewacji frontowej.
Podłogi w budowli wykonano z płytek bądź parkietu. Komunikację pomiędzy kondygnacjami stanowi klatka schodowa, w której umieszczone są dwubiegowe, drewniane schody osadzone na masywnych dźwigarach. Pomieszczenia dwóch wyższych kondygnacji i piwnic mają sklepienia kolebkowe z lunetami, natomiast pomieszczenia poddasza mają stropy drewniane. Więźba dachowa jest krokwiowo-płatwiowa, wykonana z drewna. Nad połacią frontową znajduje się dach dwuspadowy, nad północną trójspadowy, a nad oficyną dach pulpitowy; pokryte są one dachówką ceramiczną. W jego zachodniej części umiejscowione są facjatki nakryte dwuspadowymi daszkami.
Dom ma powierzchnię użytkową wynoszącą 261 m², a jego kubatura liczy około 2750 m³. Wyposażony jest w centralne ogrzewanie z sieci miejskiej oraz instalację wodnokanalizacyjną, gazową i elektryczną. Położony jest na dwóch działkach.

## Galeria

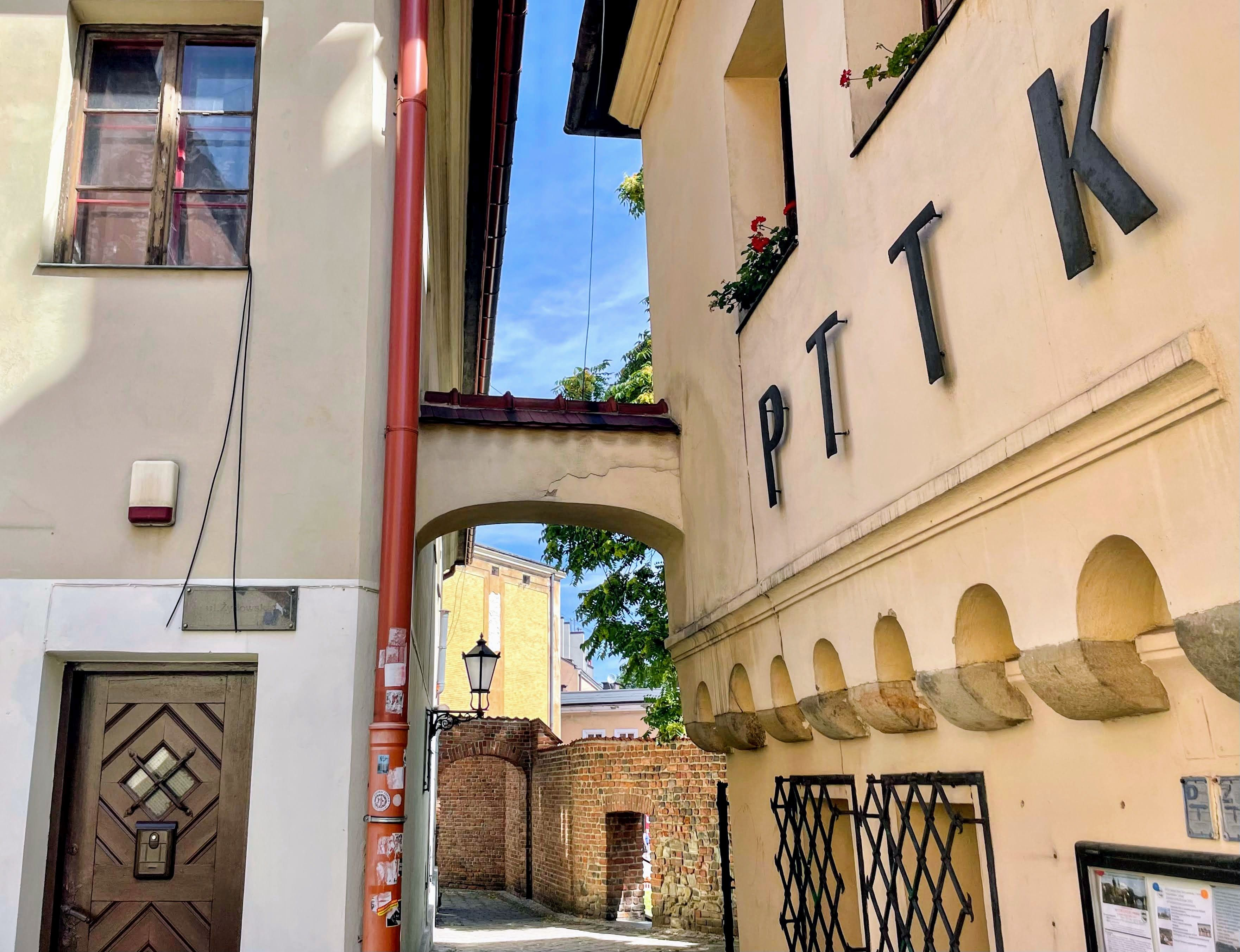
Widok na kroksztyny i arkadę łączącą Dom Florencki z sąsiednią kamienicą.
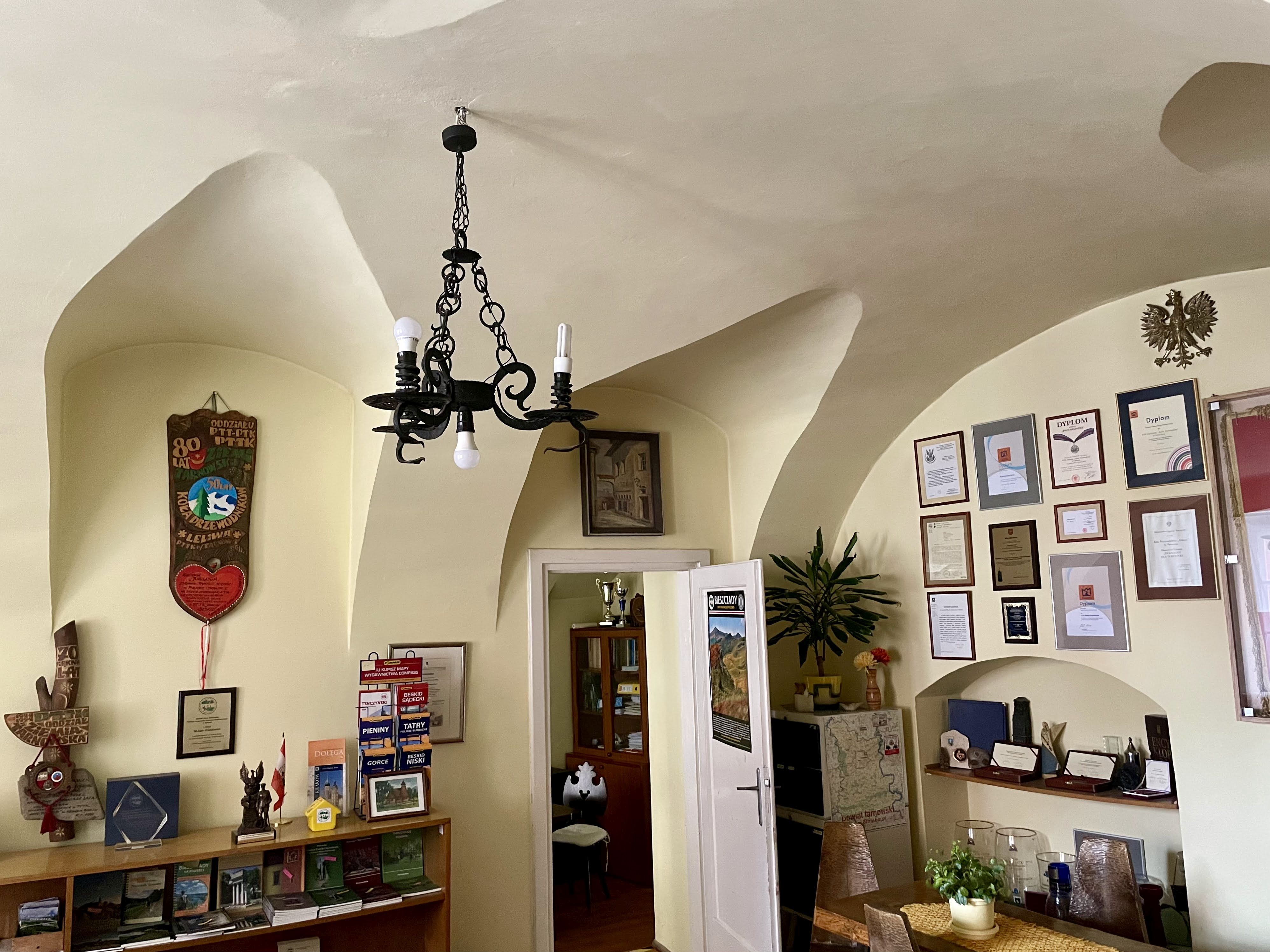
Biuro tarnowskiego PTTK-u w Domu Florenckim. W pomieszczeniu widoczne jest zachowane sklepienie kolebkowe.
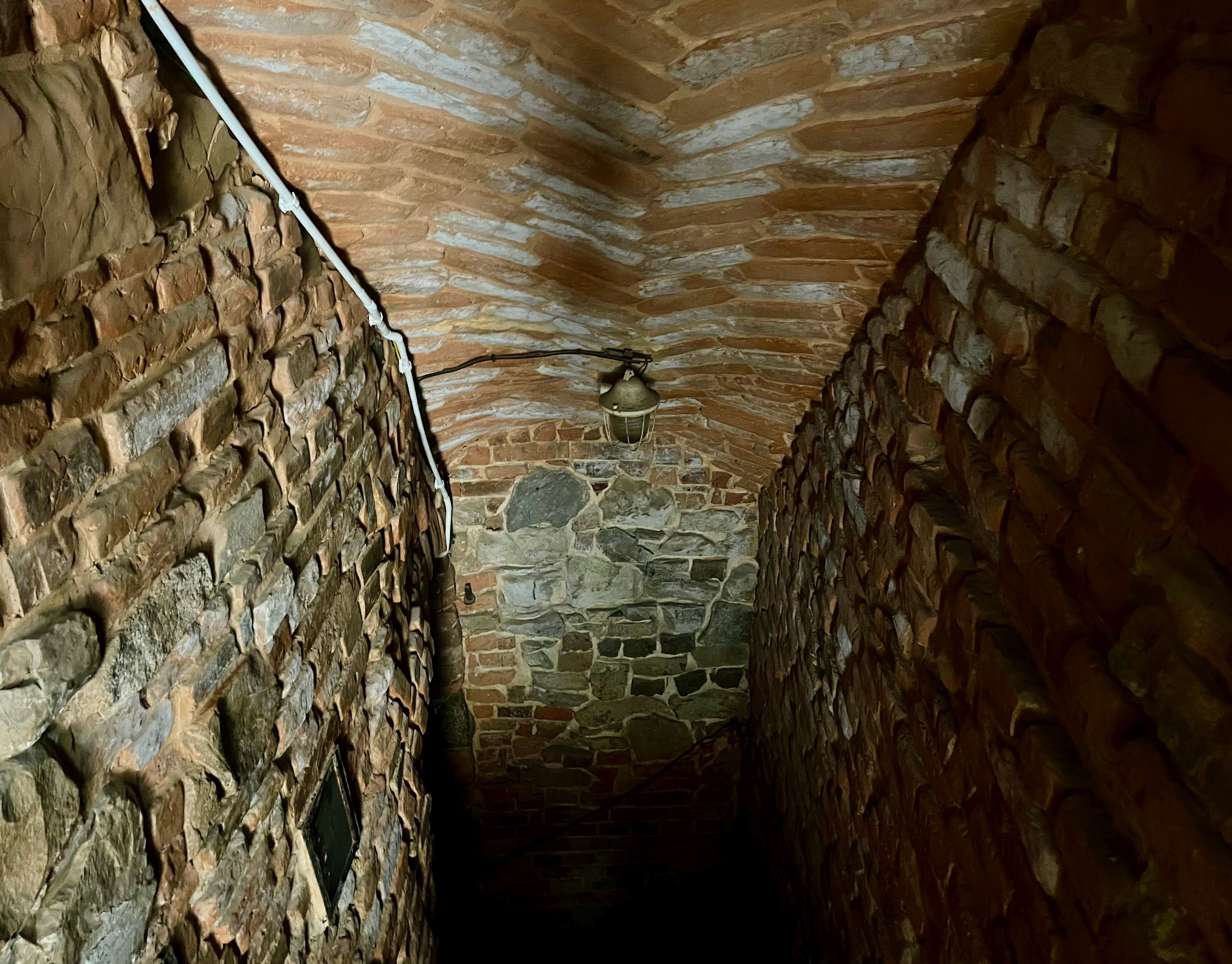
Klatka schodowa prowadząca do piwnic budowli.
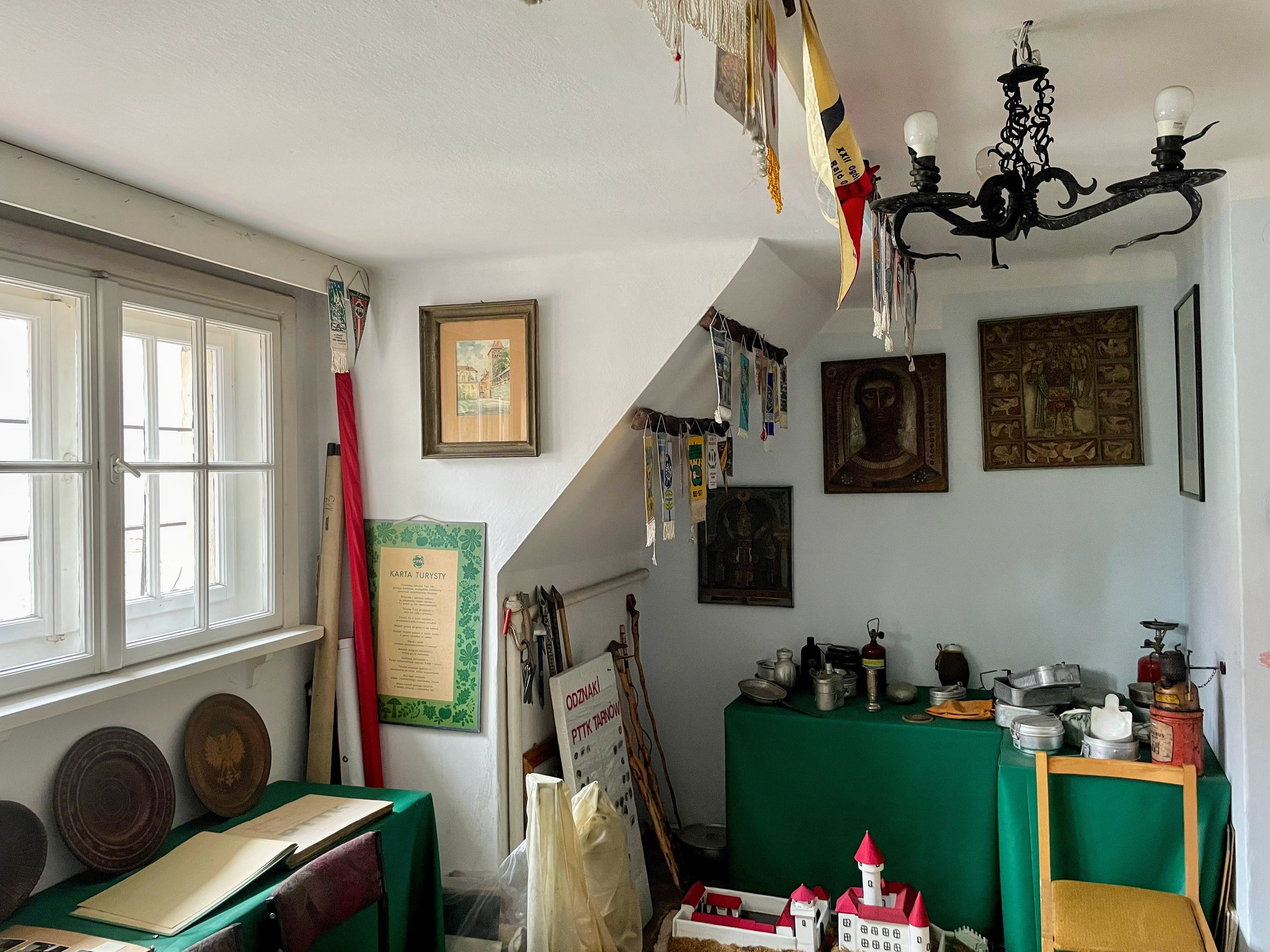
Izba pamięci PTTK-u znajdująca się na poddaszu budynku.
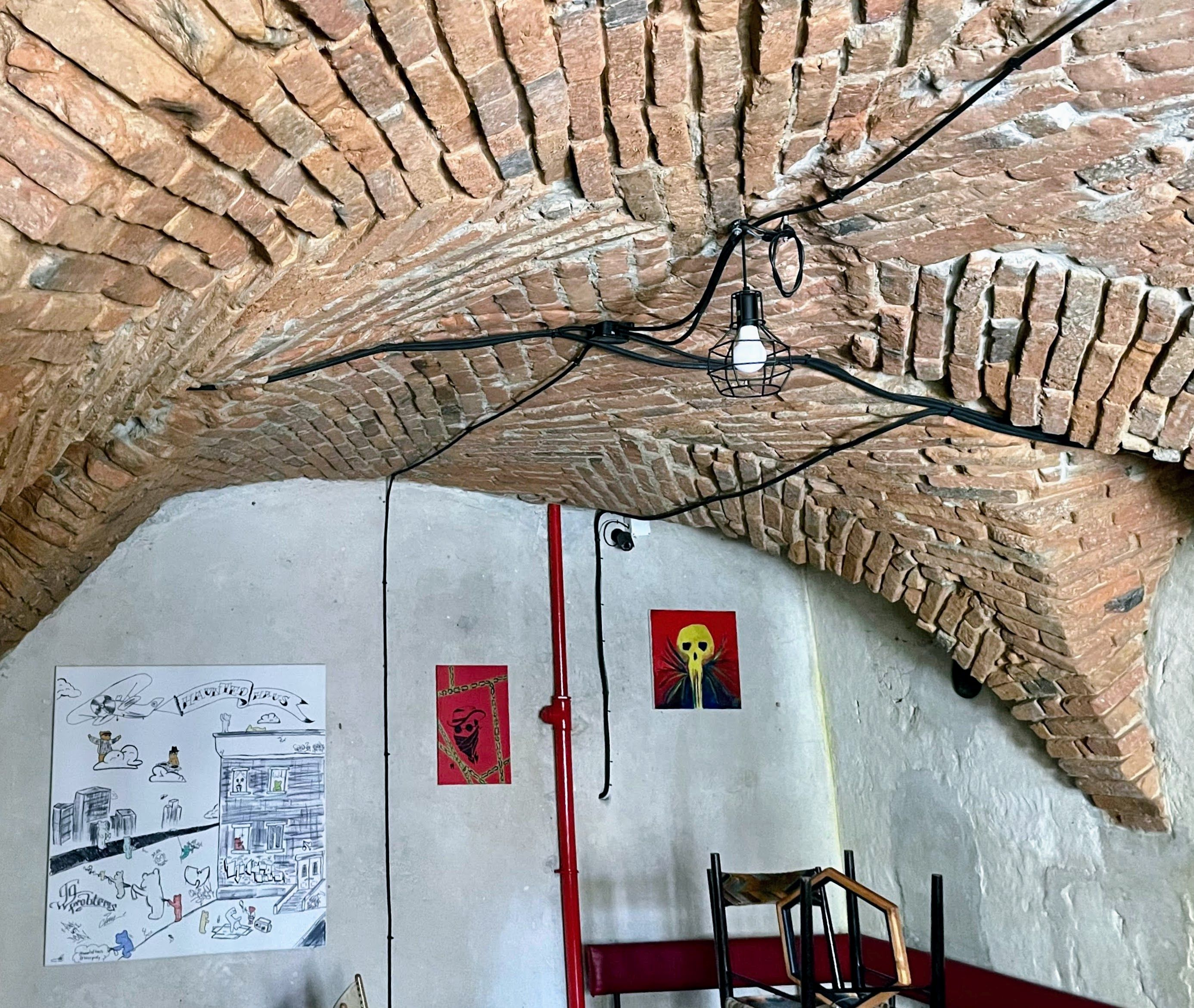
Miejsce po byłej kawiarni. W pomieszczeniu widoczne jest zachowane sklepienie kolebkowe.
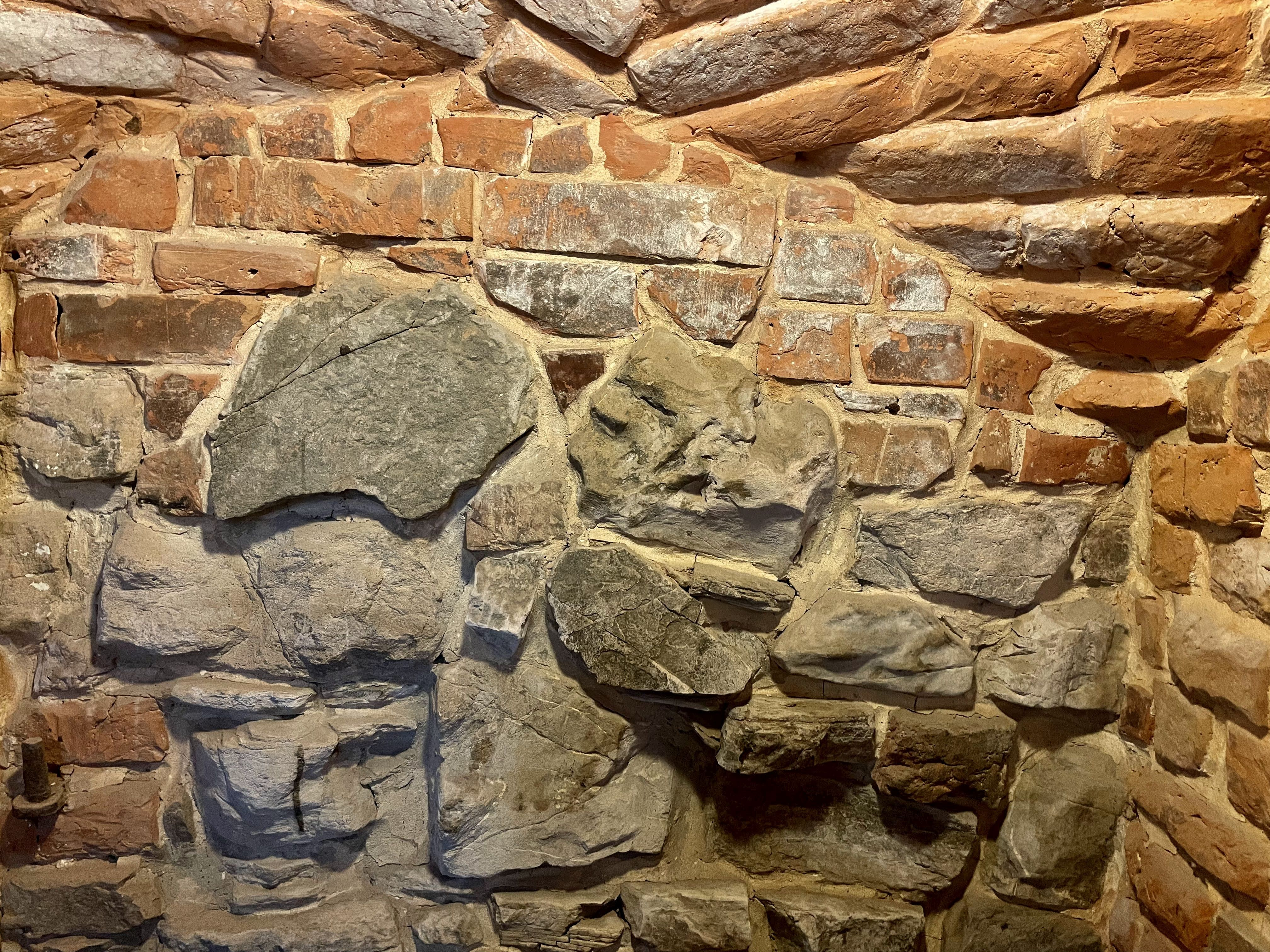
Fragment byłego muru obronnego zachowany w ścianie piwnicy Domu Florenckiego.
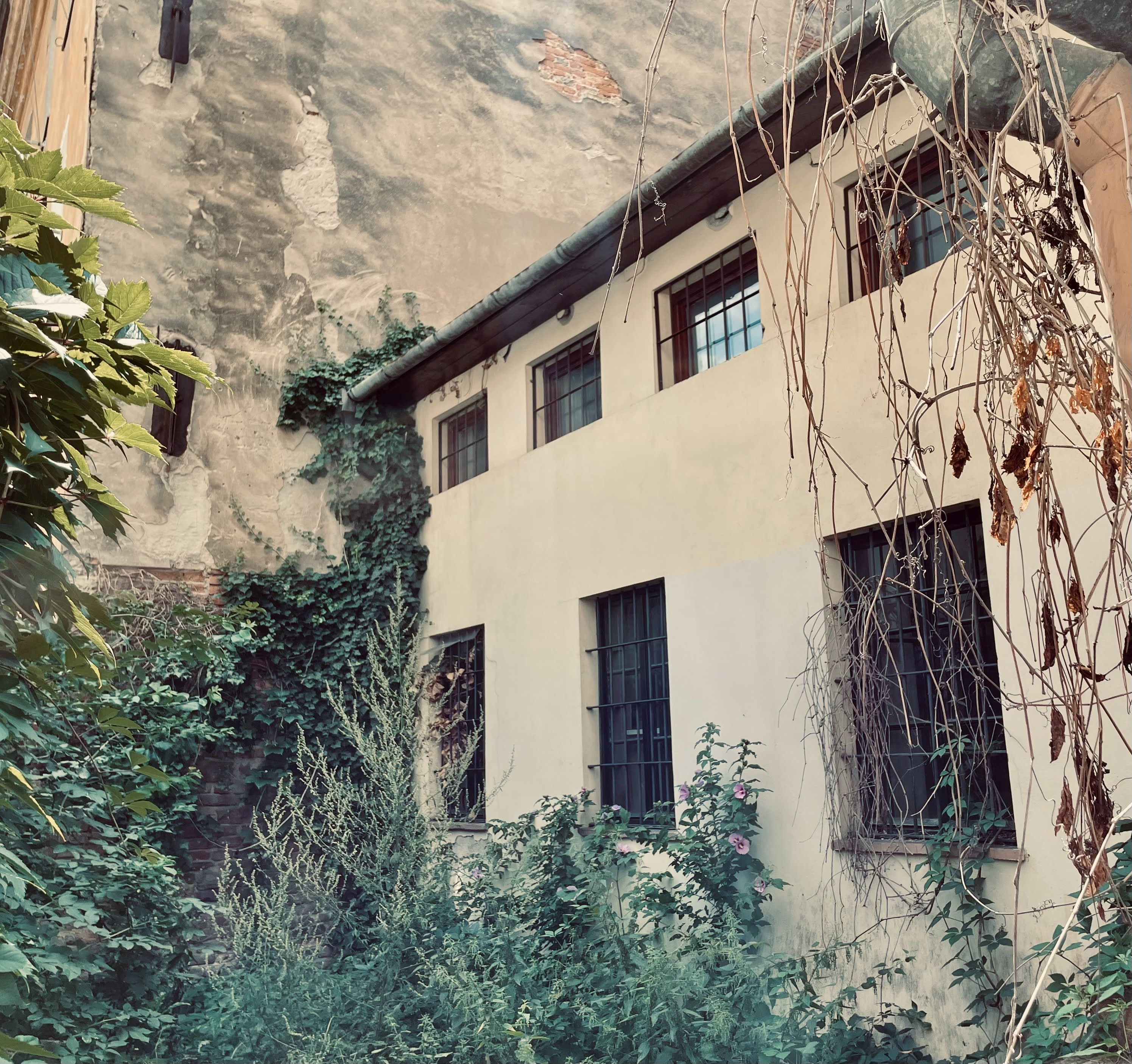
Widok na budynek od podwórza.
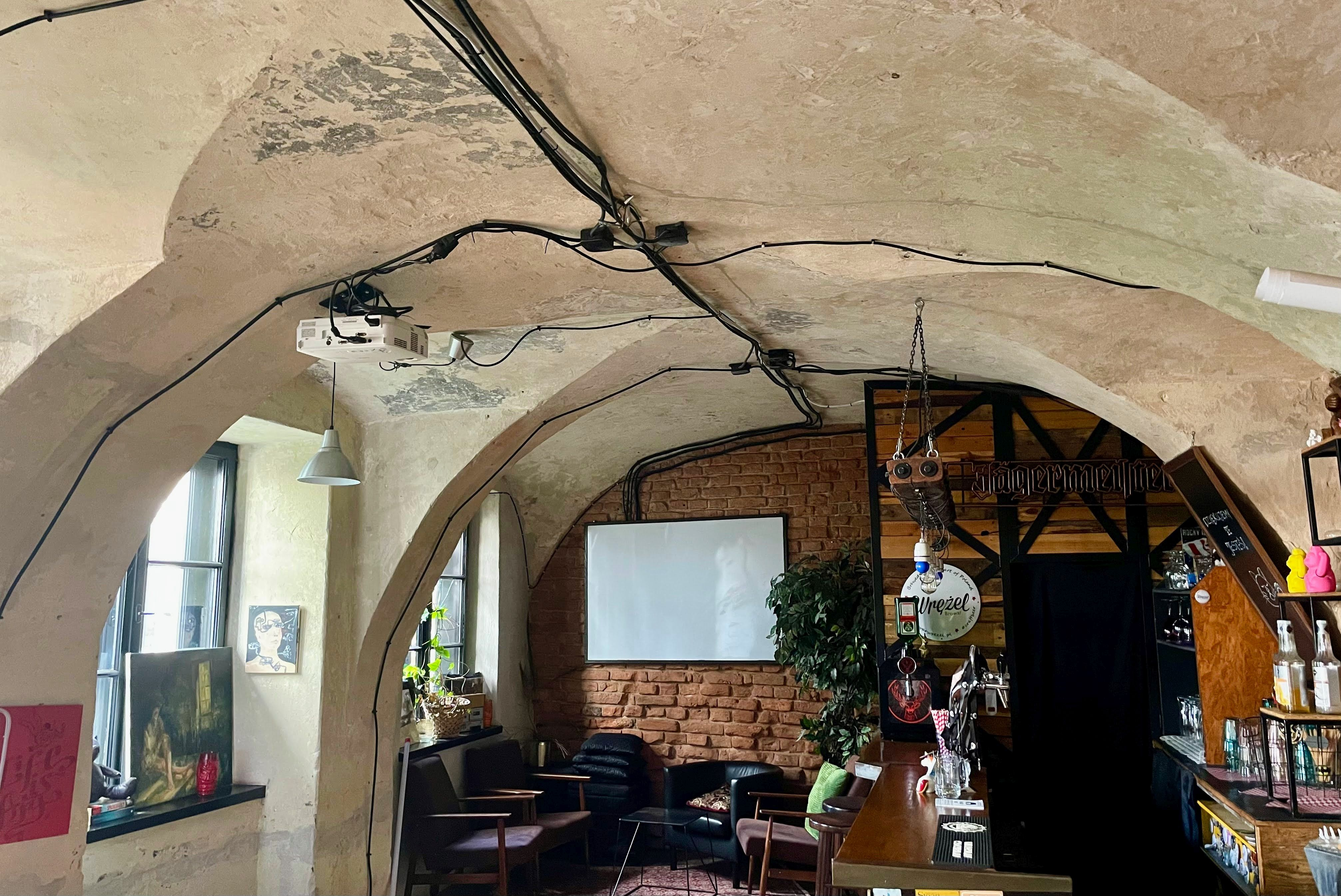
Miejsce po byłej kawiarni. W pomieszczeniu widoczne jest zachowane sklepienie kolebkowe.
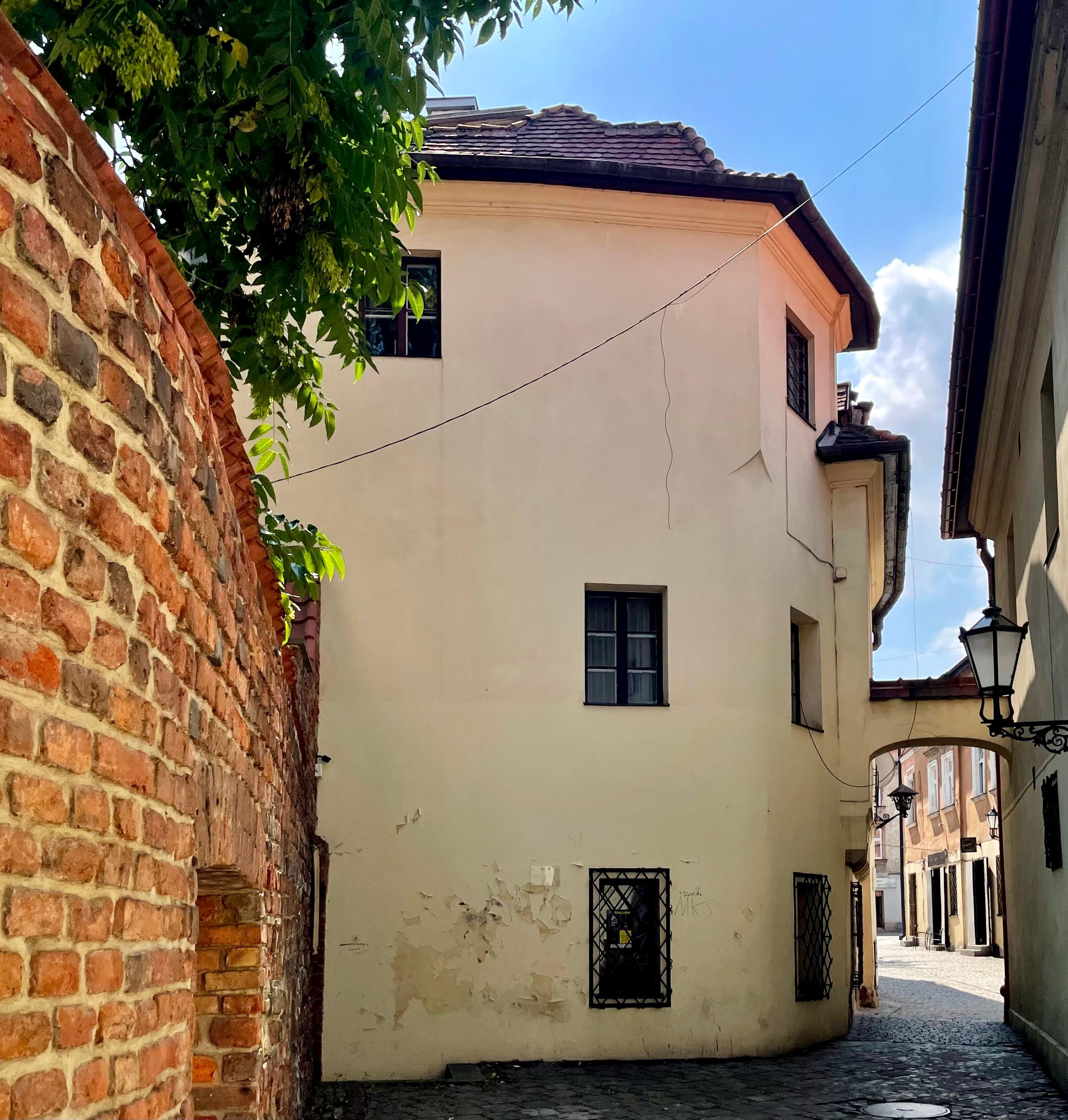
Widok na budynek z ul. Fortecznej